# Dom Płócienników we Wrocławiu

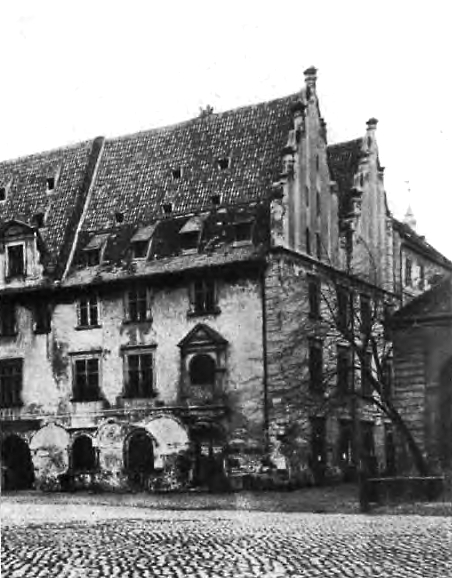
Południowo-zachodni narożnik z dwoma szczytami o cechach gotyku i renesansu z ok. 1540

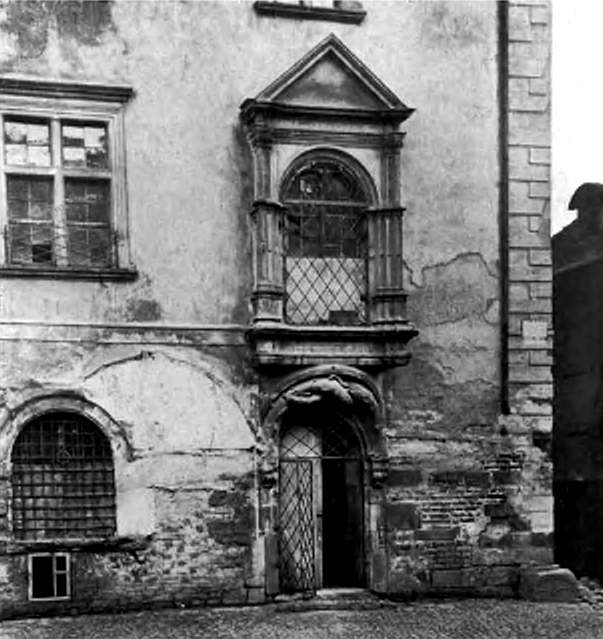
Wykusz i portal w dobudowie z 1540

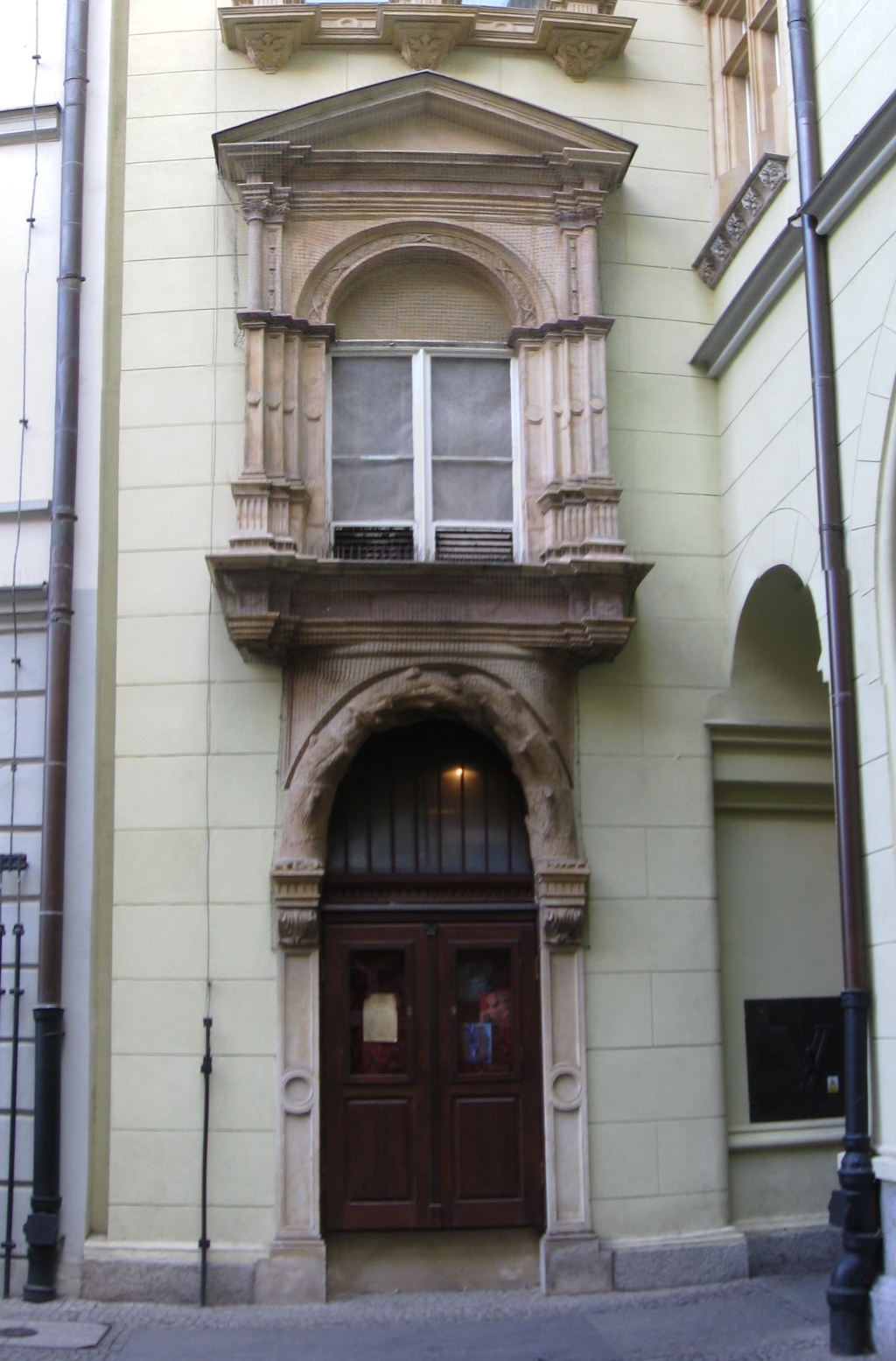
Te same elementy współcześnie wbudowane w boczną elewację Nowego Ratusza

Dom Płócienników (niem. Leinwandhaus) – jeden z trzech historycznych domów kupieckich w bloku śródrynkowym na wrocławskim Rynku, istniejący w latach 1521–1859. Obok pomieszczeń do handlu płótnem budynek mieścił małą wagę miejską, zaś wcześniej służył jako pijalnia i giełda.

## Historia
3 kwietnia 1521 roku rozpoczęto, poprzecznie do zachodniego wyjścia Sukiennic, budowę nowego domu dla małej wagi miejskiej. Na parterze po obu stronach izby z wagą i schodów na piętro znajdowały się przejścia bramne do Sukiennic, zaś na północ od przejść pomieszczenia dla urzędników. Na piętrze budynku miała się mieścić pijalnia piwa lub sala winiarni dla szlachty, kupców i mieszczan. W 1522 pomieszczenia przeznaczono na giełdę.
W 1540 powiększono istniejący budynek o dobudowę od strony południowej – 11 maja położono kamień węgielny, zaś 7 lipca rozpoczęto właściwe roboty budowlane. Początkowo zamierzano przenieść do nowej części budynku małą wagę miejską, ostatecznie zrezygnowano z tego pomysłu i umieszczono tam dalsze pomieszczenia giełdy oraz Urząd Wina i Urząd Rybny. W 1642 gildia kupiecka nabyła działkę przy placu Solnym, aby wznieść tam nowy gmach giełdy. 2 maja 1657 r. zdecydowano o przystosowaniu dawnej giełdy na halę do handlowania płótnem i woalem użytkowaną wspólnie przez miejscowych tkaczy i przez przyjeżdżających do Wrocławia obcych kupców, głównie z Polski. Ponadto umieszczono tam Urząd Płótna. W 1590 do celów handlowych przystosowano również poddasze, a dla jego doświetlenia wzniesiono trzy lukarny utrzymane w formach barokowych. Od XVIII wieku handlowano także w dwóch wyższych kondygnacjach więźby dachowej, łącznie zatem na pięciu poziomach.
Zniesienie na początku XIX w. przywilejów handlowych spowodowało stopniowy upadek Domu Płócienników. Budynek nie był należycie remontowany i jego stan techniczny pogorszył się na tyle, że musiano zrezygnować z planów przebudowy i przystosowania go na potrzeby magistratu. Jeszcze 24 czerwca 1859 roku odbył się w nim ostatni dzień targowy, a 26 listopada tegoż roku rozpoczęto rozbiórkę, którą ukończono w ciągu następnej zimy, gdyż zdecydowano o budowie w tym miejscu od podstaw Nowego Ratusza. Wcześniej fotograf C. G. Werner udokumentował wyburzany budynek, wykonując kilka fotografii. Z Domu Płócienników zachowano jedynie kilka kamiennych detali, wbudowanych później jako spolia w elewacje Nowego Ratusza.

## Architektura
Pierwotny dom małej wagi miał 10,50 m szerokości (w kierunku wschód-zachód) i 30,60 m długości (w kierunku północ-południe) i miał trzy kondygnacje. Główną kondygnację stanowiło pierwsze piętro z ośmioma prostokątnymi trójdzielnymi oknami. Południowe skrzydło dobudowane w 1540 r. miało 20,40 szerokości oraz 13,80 m długości (kierunki jak wyżej). Starsza część nakryta była dachem dwuspadowym, zaś nowsza, o podwójnej szerokości, dwoma dachami dwuspadowymi z koszem między nimi. Południową, czteroosiową elewację wieńczyły dwa szczyty osłaniające poddasze. Zachodnia elewacja była trójosiowa i ozdobiona na pierwszym piętrze pierwszej osi wczesnorenesansowym wykuszem, połączonym z obramieniem otworu drzwiowego parteru naśladującym w manierze gotyckiej pnie drzew. Inskrypcje na portalu głosiły: LIBRAM INIVSTAM ABOMINATVR DOMINVS / AT PONDVS JVSTVM DELECTAM EVS, czyli Fałszywy funt brzydzi Pana / a sprawiedliwa miara raduje go, oraz: STATERAM NE TRANSILIAS, czyli Nie mijaj wagi. Wykusz i portal zachowane są w dzisiejszym Nowym Ratuszu.
Ozdobne nadproże okna izby z wagą przedstawiało św. Jana Ewangelistę między dwoma smokami, zaś nad nimi dwóch karłów niosących literę W i czeskiego lwa oraz dwóch mieszczan z kuflami. Okna pierwszego piętra łączyły ogólny renesansowy kształt z gotyckim detalem (laskowanie, ornament liściowy). Dodane około 1550 parapety starszej części były zróżnicowane i zdobione ornamentem figuralnym lub rzeźbionymi frędzlami, zaś w nowszej części wykonano proste parapety.